# Élisée Reclus

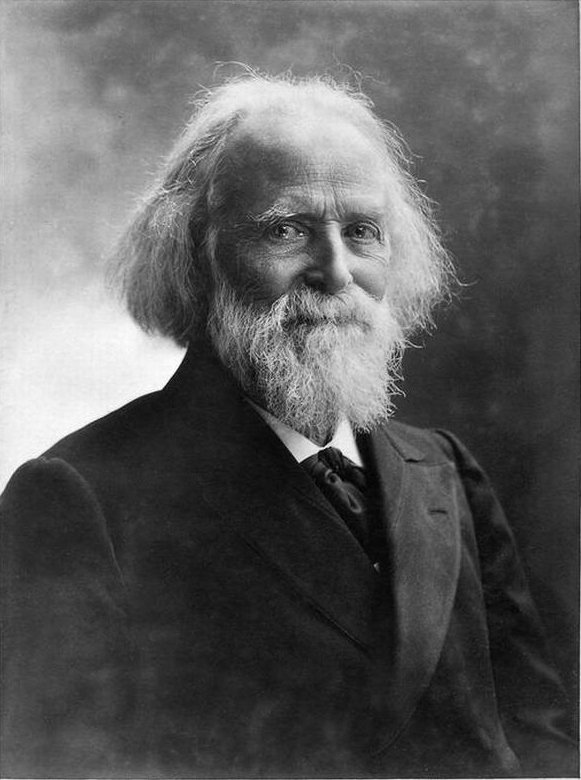
Élisée Reclus (Nadar, um 1900)

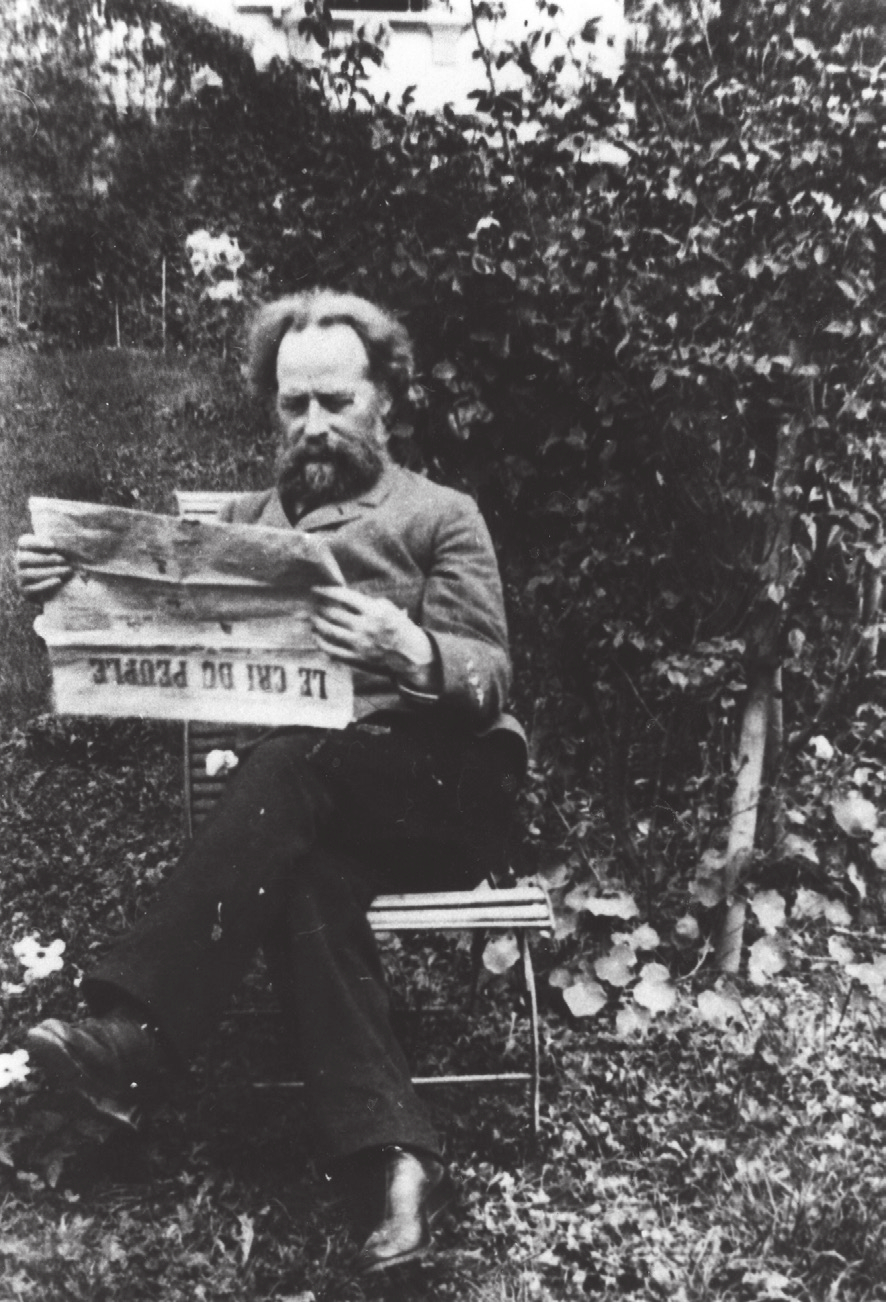
Reclus bei der Lektüre von Le Cri du peuple in seinem Brüsseler Garten, um 1900

Jacques Élisée Reclus (* 15. März 1830 in Sainte-Foy-la-Grande, Département Gironde; † 4. Juli 1905 in Torhout bei Brügge) war ein französischer Geograph und Anarchist.

## Leben
Élisée Reclus war der zweite Sohn des calvinistischen Pastors Jacques Reclus, der insgesamt vierzehn Kinder hatte; mehrere der Geschwister nahmen später prominente Positionen in der französischen Gesellschaft ein: der Geograph Armand Reclus (1843–1927, Erforscher der Panamakanalzone); der Ethnologe, Journalist und Anarchist Élie Reclus (1827–1904); der Chirurg Paul Reclus sowie der Geograph Onésime Reclus (1837–1916, Erfinder des Begriffs Frankophonie). Der Anarchist Paul Reclus (1858–1914, Sohn von Élie Reclus) war ein Neffe Élisées.
Die Ausbildung begann Élisée Reclus im preußischen Rheinland, setzte sie im protestantischen Kolleg von Montauban fort und beendete sie an der Berliner Universität, wo er an einem Lehrgang in Geographie von Carl Ritter teilnahm.
Nachdem Reclus sich in Reaktion auf den Staatsstreich vom 2. Dezember 1851 aus Frankreich zurückgezogen hatte, bereiste er bis 1857 Großbritannien, die USA, Mittelamerika und Kolumbien. Nach seiner Rückkehr nach Paris verfasste er zahlreiche Artikel für Revue des deux mondes, Tour du monde und andere Zeitschriften, in denen er die Ergebnisse seiner geographischen Arbeit publizierte.
Élisée Reclus nahm 1862 an der Weltausstellung in London teil, wo die Idee zur Bildung einer Internationalen Arbeiter-Gewerkschaft aufkam. Im September 1864 wurden die Brüder Élisée und Élie Mitglieder der Batignoller Sektion dieser neu gegründeten Internationalen Arbeiterassoziation. Im gleichen Jahr lernte er Michail Bakunin kennen und die beiden wurden gute Freunde und später gemeinsam Teil der Antiautoritären in der Internationale.
Eines seiner Werke aus dieser Periode war eine kurze Histoire d’un ruisseau, worin er die Entwicklung eines großen Flusses von der Quelle bis zur Mündung beschreibt. 1867 bis 1868 veröffentlichte er in zwei Bänden La Terre; description des phénomènes de la vie du globe.
Nach dem Ausbruch des Deutsch-Französischen Krieges nahm Reclus an den aerostatischen Versuchen von Nadar teil. Nach der Bildung der Pariser Kommune lehnte er einen Posten in der neu gebildeten Regierung ab und diente stattdessen zur Verteidigung von Paris in der Nationalgarde. In der Zeitschrift Cri du Peuple kritisierte er in einem Manifest die Regierung in Versailles.
Als revolutionärer Nationalgardist wurde er am 5. April gefangen genommen, kurz darauf verurteilt und sollte nach Neukaledonien deportiert werden. Auf Drängen einflussreicher Persönlichkeiten, vor allem aus den USA und England (darunter auch Charles Darwin und Alfred Russel Wallace), wurde die Strafe im Januar 1872 auf dauerhafte Verbannung festgesetzt.
Nach einem kurzen Aufenthalt in Italien und zwei Jahren in Lugano (1872 bis 1874) ließ sich Reclus in Clarens (Schweiz) nieder, wo er seine literarische und publizistische Arbeit wieder aufnahm. Nachdem er mit einer Histoire d’une montagne ein Gegenstück zur früheren Geschichte eines Flusses verfasst hatte, schrieb er hier fast alle seine großen Arbeiten, darunter La Nouvelle Géographie universelle, la terre et les hommes, 19 Bd. (1875–1894). Dies ist eine umfangreiche Zusammenfassung, die durchgehend mit Landkarten und anderen Abbildungen illustriert ist und 1892 von der Pariser Société de Géographie (Geographie-Gesellschaft), deren Mitglied Reclus war, mit einer Goldmedaille ausgezeichnet wurde. Bei dessen Erstellung wurde er von der Biologin Sophia Kropotkin, der Frau Piotr Kropotkins unterstützt.
Extreme Genauigkeit und überzeugende Darstellung sind die wichtigsten Eigenschaften aller Werke Reclus'; ihnen kommt ein anhaltender wissenschaftlicher und literarischer Wert zu. Er kann außerdem als Vordenker in verschiedenen Bereichen gelten. Der Autor Matthias Rude etwa schreibt, Reclus habe den Speziesismus bereits vollständig durchschaut, wenn er in einem 1901 publizierten Artikel schreibe: „Es ist nur eines der traurigsten Ergebnisse unserer Gewohnheit, Fleisch zu essen, dass die dem Appetit des Menschen geopferten Tiere mit System und Methode zu scheußlichen, unförmigen Wesen erklärt und ihre Intelligenz und ihr moralischer Wert herabgemindert wurden.“
1882 initiierte Reclus eine Anti-Ehe-Bewegung und erlaubte seinen beiden Töchtern, sich ohne jede zivil- oder kirchenrechtliche Bestätigung zu verheiraten. Dies war sogar für seine Unterstützer schwer zu ertragen und führte zu Verfolgungen von Anarchisten durch die französische Regierung, insbesondere durch ein hohes Gericht in Lyon. Neben Reclus wurde dabei Peter Kropotkin als Anführer angesehen. Kropotkin wurde zu fünf Jahren Haft verurteilt, während Reclus sich aufgrund seines Schweizer Wohnsitzes einer Bestrafung entziehen konnte.
Ab 1892 hatte Reclus einen Lehrstuhl für Vergleichende Geographie an der Universität in Brüssel inne.
Kurz vor seinem Tod schloss Reclus L'Homme et la Terre ab, das als Krönung seiner früheren Arbeiten zur Stellung des Menschen in seiner Umwelt angesehen werden kann. Auf Englisch erschien das Werk unter dem Titel The Earth and Its Inhabitants.

## Rezeption
Romain Gary hat Reclus, der in Deutschland relativ unbekannt geblieben ist, in seinem Roman Lady L. ein bleibendes Denkmal als anarchistischem Autor gesetzt. Darüber hinaus ist die Reclus-Halbinsel im Nordwesten der Antarktischen Halbinsel nach ihm benannt.

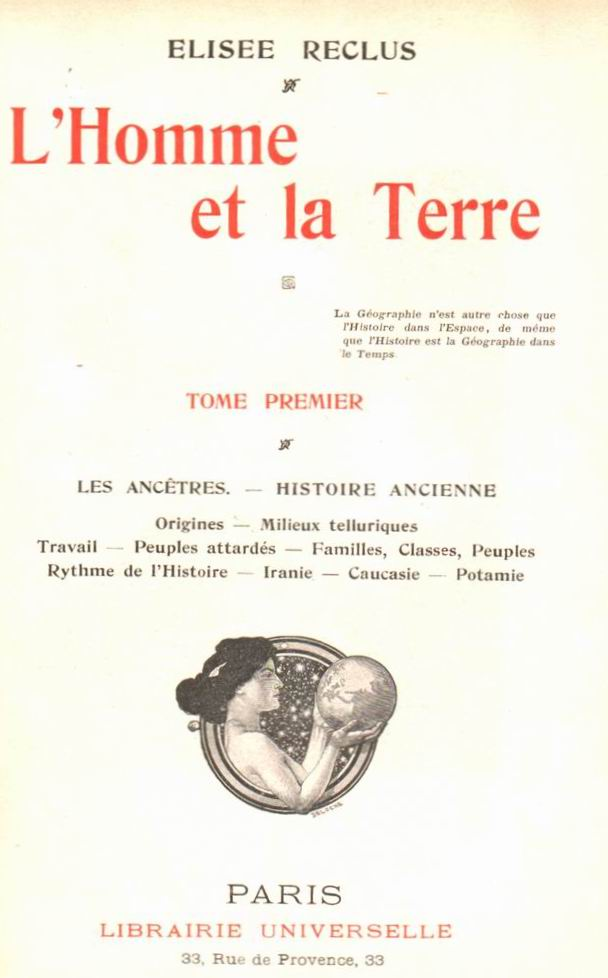
L’Homme et la Terre (erster Band)

## Schriften (Auswahl)
- Geschichte eines Berges. 1. Auflage. Edition AV, Lich 2013, ISBN 978-3-86841-087-7 (französisch: Histoire d’une montagne.).
- Zur vegetarischen Lebensweise (1901), in: „Das Schlachten beenden! Zur Kritik der Gewalt an Tieren. Anarchistische, feministische, pazifistische und linkssozialistische Traditionen“, Verlag Graswurzelrevolution, Nettersheim 2010. S. 85 ff. und 79 ff. zu Elisee Reclus von Lou Marin.
- Anarchy, Geography, Modernity. Selected Writings of Elisée Reclus. 1. Auflage. PM Press, Oakland 2013, ISBN 978-1-60486-429-8.
- Staat, Fortschritt, Anarchie. Übers. v. Rainer G. Schmidt. Hg. u. eingeleitet v. Andreas Gehrlach u. Stephan Zandt. Matthes & Seitz Berlin 2024, ISBN 978-3-7518-3000-3.
- L’Homme et la Terre. Librairie Universelle, Paris 1905–1908 (6 Bände) – Wikisource